# Ge Fei (giocatrice di badminton)
Ge Fei (葛菲S, Gě FēiP; Nantong, 9 ottobre 1975) è un'ex giocatrice di badminton cinese.

## Palmarès

### Olimpiadi
- 2 medaglie:
  - 2 ori (Atlanta 1996 nel doppio; Sydney 2000 nel doppio)

### Mondiali
- 5 medaglie:
  - 3 ori (Glasgow 1997 nel doppio; Glasgow 1997 nel doppio misto; Copenaghen 1999 nel doppio)
  - 2 bronzi (Losanna 1995 nel doppio misto; Copenaghen 1999 nel doppio misto)

### Giochi asiatici
- 1 medaglia:
  - 1 oro (Bangkok 1998 nel doppio)

### Campionati asiatici
- 5 medaglie:
  - 5 ori (Shanghai 1994 nel doppio; Pechino 1995 nel doppio; Pechino 1995 nel doppio misto; Bangkok 1998 nel doppio; Kuala Lumpur 1999 nel doppio)

### Sudirman Cup
- 1 medaglia:
  - 1 oro (Glasgow 1997)